# Réserve naturelle d'Askvikmyra
La Réserve naturelle d'Askvikmyra  est une aire protégée norvégienne qui est située dans le municipalité de Larvik, dans le comté de Vestfold.

## Description
La réserve naturelle de 0,019 km2 a été créée en 2006 et se  trouve à 300 mètres de la mer, à environ un kilomètre au sud-ouest de la ville d'Ula, en bordure du Skagerrak. C'est une petite tourbière forestière en terrain vallonné et boisé.

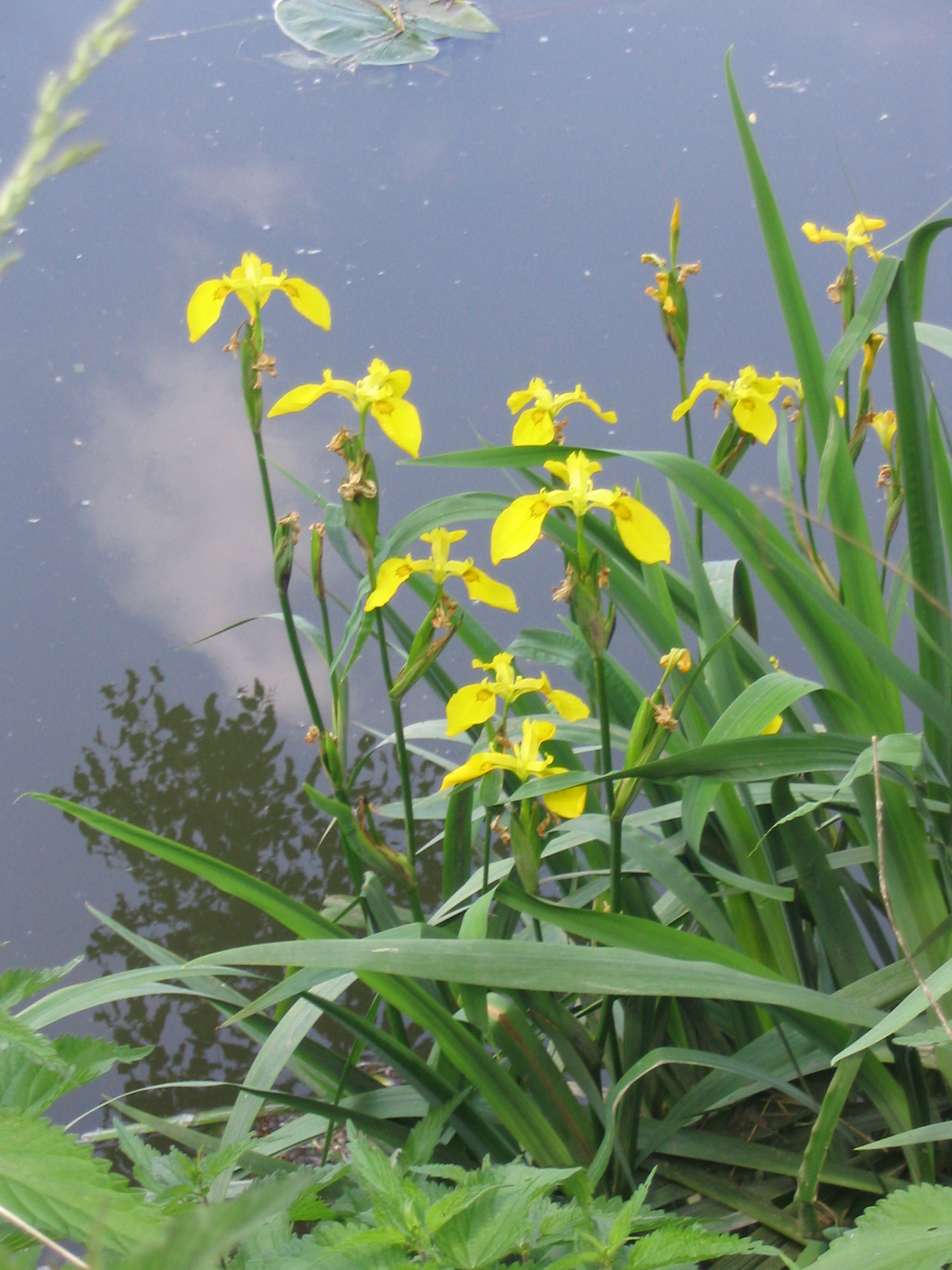
Iris des marais

La tourbière se situe à environ 30 mètres au-dessus du niveau de la mer, tandis que les collines environnantes atteignent entre 70 et 90 mètres de haut. Des excroissances naines de pins et de bouleaux poussent sur la tourbière. Dans les endroits les plus humides, il y a des marécages avec des iris des marais.
Le but de la conservation est de préserver une zone marécageuse spéciale avec sa diversité biologique sous la forme de types d'habitats, d'écosystèmes, d'espèces et de processus écologiques naturels. La région est rare et unique en ce sens qu'elle est l'une des toutes dernières tourbières au caractère original et très proche de la mer.